# 托尔斯滕·弗林斯
托尔斯滕·弗林斯（1976年11月22日—），已退役德国足球运动员，司职中场，球員生涯主要在德甲球會雲達不萊梅渡過。

## 生平
芬寧斯出身於德國丙組球會亞琛，早在1997年已轉投德甲球會雲達不萊梅。其間他協助過這支球會擊敗該國班霸拜仁慕尼黑，贏得德國盃冠軍。直至2002年為止，芬寧斯共在雲達不萊梅上陣162場聯賽入15球。
他於2002年世界杯時入選了德國國家隊，成為當屆世界盃亞軍隊成員。其間他轉投了另一支德甲球會多特蒙德。他在這支球會站穩正選，兩季間上陣了47場聯賽入10球，但卻未獲得任何獎項。
2004年芬寧斯獲德甲班霸拜仁慕尼黑招攬過來。他出戰過29場聯賽和10場歐冠杯賽事。由於德甲冠軍長期都是拜仁慕尼黑所壟斷，芬寧斯要到加盟拜仁時，才贏得了職業生涯首個德甲聯賽冠軍。可是該季芬寧斯整體表現卻非常失色，常受球會抨擊，結果2005年再重返雲達不萊梅。
德國主辦2006年世界杯，芬寧斯被主帅尤尔根·克林斯曼选入國家隊，担当防守中场的任务。可是在八強战中對阿根廷勝出後，因牽涉到與對方球員衝突，被國際足協判罰停賽一場。其後他趕在季軍戰復出，協助德國擊敗葡萄牙，获得季軍。
在不萊梅前任隊長弗蘭克·鮑曼退役之後，弗林斯接替成為不萊梅的新隊長。其後他不斷受傷患困擾，直到2013年2月下旬宣佈退役。

## 逸事
芬寧斯喜愛紋身，在他的右臂上紋有「龍」、「蛇」、「羊」、「勇」、「吉」五個漢字。而6月初歐洲國家盃的一場外圍賽後，記者發現了他新添了一個有趣的紋身，內容是「酸甜鴨子，7.99歐元」。
芬寧斯解釋道這味菜是他最喜愛的一味菜式，而且這菜名與他的孩子的星座有關，可以帶來好運。